# 8462 Hazelsears
A 8462 Hazelsears (ideiglenes jelöléssel (8462) 1981 ED22) a Naprendszer kisbolygóövében található aszteroida. Schelte J. Bus fedezte fel 1981. március 2-án.